# Cremador Meker

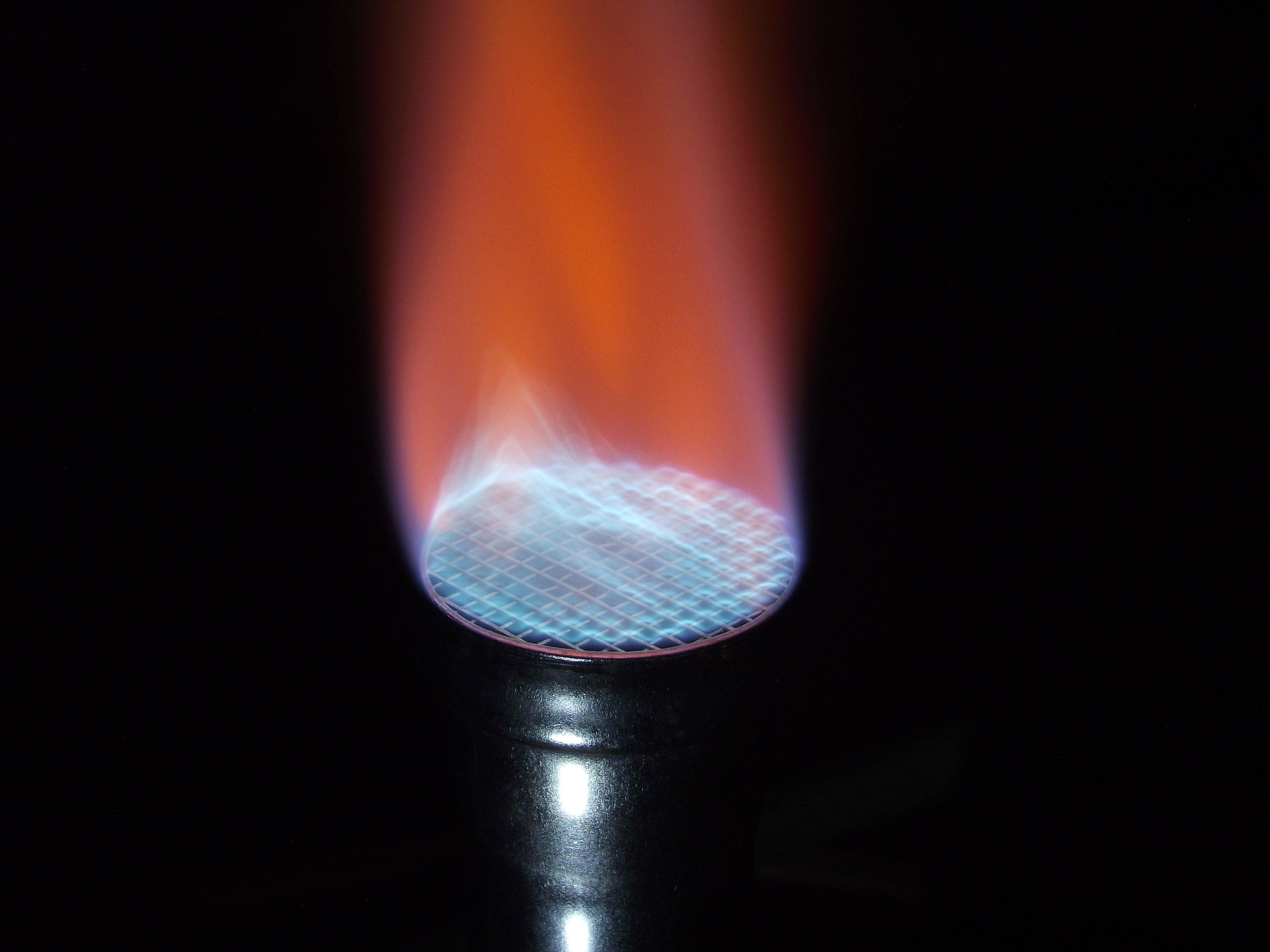
Cremador Meker

Un cremador Meker-Fisher o el cremador Meker és un cremador de laboratori que produeix múltiples flames de gas i que s'utilitza per a la calefacció, l'esterilització i la combustió. S'utilitza quan el treball de laboratori requereix una flama més calenta que l'assolible usant un cremador Bunsen, o quan es desitja una flama de major diàmetre, tal com en una nansa de sembra o en algunes operacions de bufat de vidre. El cremador va ser descrit pel químic francès Georges Meker en un article publicat l'any 1905.
La potència calorífica del cremador Meker-Fisher pot ser de més de 13.000 kJ (12.000 BTU) per hora (al voltant de 3,5 kW) utilitzant gas liquat de petroli (propà/butà) amb temperatures de flama de fins a 1100-1200 °C (2,000-2,200 °F). En comparació amb un cremador Bunsen, la part inferior del tub té diverses obertures amb secció transversal total major, admetent més aire i faciliten una millor barreja d'aire i gas. El tub és més ample i la seva part superior està coberta amb una malla de filferro que divideix la flama en una matriu de petites flames amb un envolcall extern comú assegurant un escalfament uniforme i també evitant el “flashback” a la part inferior del tub (calat), que és un risc a relacions altes aire-combustible. La flama crema sense soroll, a diferència dels cremadors Teclu o Bunsen.